# Kartodrom Slovenja vas
Kartodrom Slovenja vas je najnovejša karting steza odprta v letu 2018, ki je v lasti AMZS. Nahaja se v Slovenji vasi v občini Hajdina, tik ob kanalu reke Drave in v neposredni bližini Ptuja, to je slab kilometer gor vodno stran od nekdanjega kartodroma Hajdoše katerega je tudi nadomestil in približno pol kilometra nizvodno od Hidroelektrarne Zlatoličje. Steza je primerna za karting, mini moto in skuter.

## Zgodovina
Začetki segajo že v leto 1996, ko so se Dravske elektrarne na sestanku o širitvi kanala zavezale, da bodo v prihodnosti podrle star kartodrom v Hajdošah in namesto tega zgradile novega v bližnji Slovenji vasi. Dolgo je trajalo da so novo stezo do konca zgradili. Z gradnjo so začeli že v letu 2010, dokončali in asfaltirali že poleti 2011 in postavili protihrupno ograjo v jeseni 2012. A pot do otvoritve je bila še dolga.
Zaradi birokratskih ovir, raznih dovoljenj o potencialni prekoračitvi hrupa in pritožbah bližnjih stanovalcev so potrebovali kar 7 let, da so stezo dokončno odprli.
14. junija 2018 sta predsednik AMZS Anton Breznik in direktorica AMZS Lucija Sajevec ob otvoritvi slovesno prerezala trak. Tri dni kasneje je že potekalo državno prvenstvo in mednarodni Sportstil Cup (SSC).
V prihodnje pa tik zraven te steze načrtujejo še izgradnjo poligona varne važne, ki se bo razprostirala na ozemlju v velikosti 1,1 hektara.

## Podatki o stezi
- površina steze: 8965 m²
- dolžina: 1005 metrov
- širina: od 8 do 10 metrov
- število ovinkov: 13
- skupna površina: 6,5 ha
- vzdolžni nagib: 2 %
- prečni nagib:2-4,5 %
- št. zavojev za levi krog: 8 levih in 5 desnih
- št. zavojev za desni krog: 8 desnih in 5 levih
- zasnovana je tako, da je mogoče voziti v obe smeri, torej levi ali desni krog
- rekord steze znaša 41,381 sekunde ali povprečno 87,381 km/h na krog. Postavila ga je slovenska dirkačica Sara Markučič in sicer 12. september 2020 v kvalifikacijah razreda R7 KZ2.[3]